# Richard Cohen (Psychotherapeut)

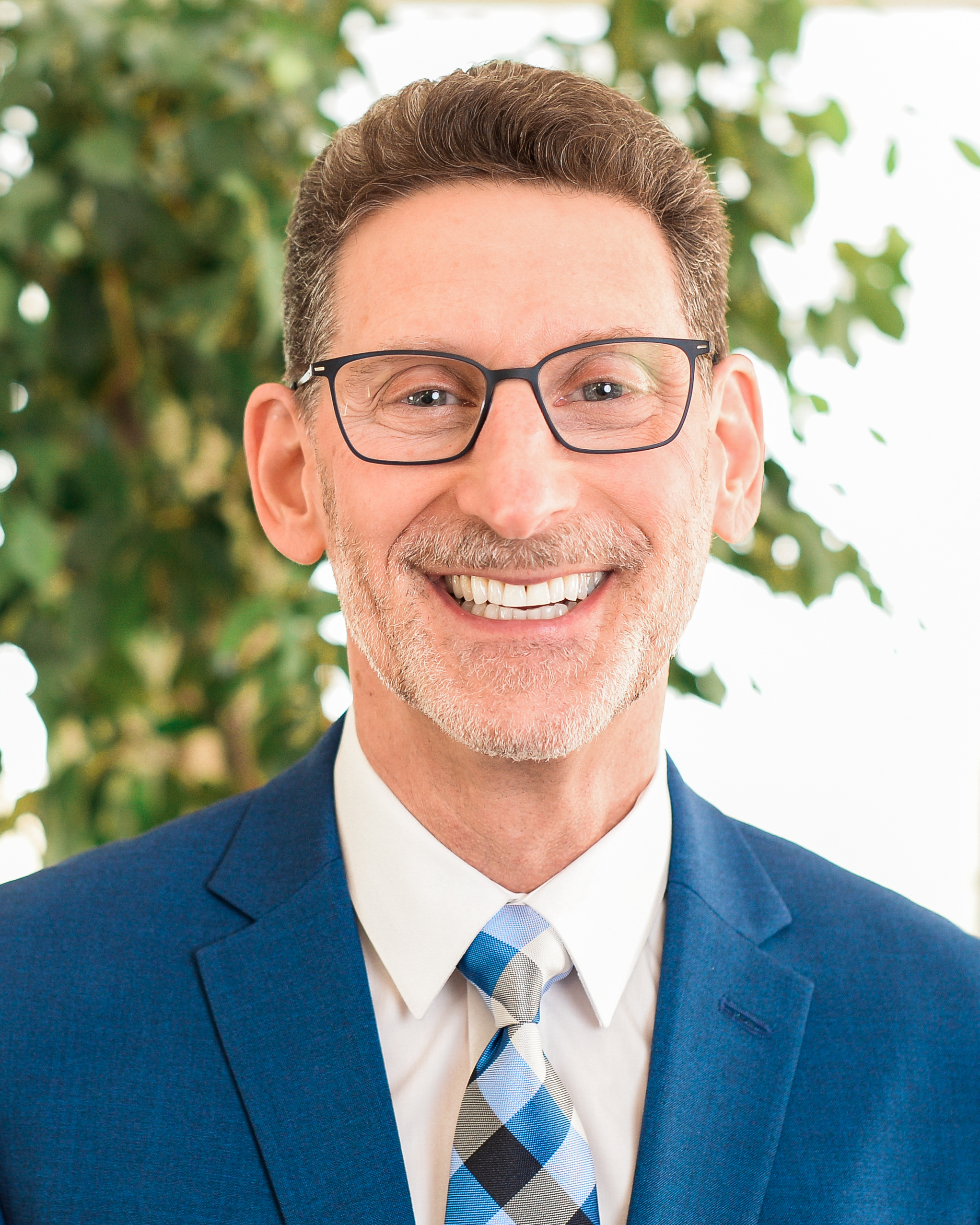
Richard Cohen

Richard A. Cohen (* 1952) ist ein US-amerikanischer ehemaliger Psychotherapeut, der in Zusammenarbeit mit der 1990 von ihm gegründeten gemeinnützigen International Healing Foundation Behandlungen durchführt, die unter anderem eine Umorientierung bei unerwünschter sexueller Orientierung versprechen. Die American Counseling Association (ACA) hat Richard Cohen 2003 wegen mehrerer Verletzungen des Ethik-Kodex auf unbegrenzte Zeit aus ihrer Organisation ausgeschlossen und NARTH distanziert sich ausdrücklich von einigen seiner Therapiemethoden.

## Werdegang
Nachdem Cohen sich nach eigenen Aussagen vom Homo- zum Heterosexuellen gewandelt hatte, trat er 1975 der umstrittenen Vereinigungskirche bei. Nachdem er nach eigenen Angaben fast ein Jahrzehnt zölibatär gelebt hatte, heiratete Richard Cohen 1982 eine koreanische Frau, Jae Sook. Er erwarb später sein M.A.-Diplom im Fach Psychologie an der Antioch University und einen B.A. an der Universität Boston. Im Jahr 1995 verließ er nach eigenen Angaben die Vereinigungskirche, um drei Jahre später der „Wesleyan Christian Community Church“ beizutreten.
Cohen arbeitet und lebt mit seiner Ehefrau und seinen drei Kindern in der Nähe von Washington, D.C. Heute leitet er seine 1990 gegründete Stiftung IHF bei Washington, D.C., die vor allem auf dem Gebiet der Familientherapie und Suchtberatung tätig ist. Seine Tätigkeit als Gastdozent und Seminarleiter zu diesen Themen führt ihn regelmäßig durch Europa und die USA.
Ihm wurde wegen mehrfacher Verletzungen des Ethik-Kodex die Zulassung als Psychotherapeut entzogen.

## Reorientierungs-Therapie
Diese Behandlungen bezeichnet er als sexuelle Reorientierungstherapie. Die therapeutische Wirkung von Maßnahmen mit dem Ziel, homosexuelle Personen auf deren eigenen Wunsch zur Heterosexualität zu führen, ist jedoch sehr umstritten. Cohen behauptet, sich vom Homosexuellen zum Heterosexuellen gewandelt zu haben und führt seine eigenen Erfahrungen als Beweis an, dass die Sexualität einer Person veränderlich sei.

„Ich bin davon überzeugt, dass Homosexualität in keinem Fall dem wahren Selbst einer Person entspricht, sondern das jeder, der homosexuell Neigungen verspürt, latent heterosexuell ist und das Homosexualität eine Störung in der psychosexuellen Entwicklung darstellt. Wenn Ursachen für eine homosexuelle Entwicklung verstanden werden, die seelischen Verwundungen heilen […] und die unerfüllten Bedürfnisse beantwortet werden, wird die eigene Männlichkeit oder Weiblichkeit als so vertraut erfahren, dass die erotischen Wünsche zum anderen Geschlecht hingehen.“

Diese Methoden werden von psychologischen und psychiatrischen Fachverbänden jedoch wegen potentieller Gefahren für die Patienten abgelehnt. Die Frage, ob homosexuelle Orientierung genetisch (mit-)veranlagt ist oder nicht, ist noch nicht abschließend beantwortet. Die Evolutionspsychologie (s. a. Jens Asendorpf, und Zwillingsstudie Bailey & Pillard, 1991) vertritt derzeit die Auffassung, dass eine komplexe, in der Gewichtung nach Geschlecht und Persönlichkeit variierende Faktorenkombination von genetischen und Umwelteinflüssen wirksam sei.
Er führt verschiedene Grundursachen für die same-sex attraction an, zu denen die Herkunft, das Temperament, Verletzungen durch das gleichgeschlechtliche Elternteil, Verletzungen durch das gegengeschlechtliche Elternteil, Verletzungen durch Geschwister, Familienentwicklungen, sexueller Missbrauch, soziale Verletzungen und kulturelle Verletzungen zählen.
22 therapeutische Methoden wendet Cohen für seinen so genannten Heilungsprozess an. Sie umfassen unter anderem Familien-Systemtherapie, kognitive Therapie, Meditation und Affirmationen, die Heilung des „inneren Kindes“, regelmäßige Berichte und Bioenergetik. In seiner 16-jährigen Erfahrung mit sexueller Reorientierungstherapie beansprucht er bei seinen Patienten eine 85-prozentige Erfolgsquote. NARTH distanziert sich ausdrücklich von einigen seiner Methoden.

## Werke
Cohen legt seine Theorien auch in Büchern dar: Sein im Jahr 2001 erschienenes Buch Coming Out Straight bezeichnet Homosexualität als same-sex attachment disorder und beschreibt die Grundlagen der Reparativen Therapie sowie seine Thesen für die Ursache der same-sex attraction, ein Modell für die Aufdeckung dieser angeblichen Fehlorientierung sowie Lebensberichte von Menschen, die erfolgreich den Weg der Therapie gegangen seien. Sein zweites Buch trägt den Titel Gay Children, Straight Parents: A Plan for Family Healing.
- Alfie’s home. Washington, D.C.: International Healing Foundation, o. J. (1993), ISBN 0-9637058-0-6
- Coming Out Straight: Understanding and Healing Homosexuality, 2000, ISBN 1-886939-41-1
dt.: Ein anderes Coming-Out, Brunnen-Verlag Gießen, 2. Auflage 2001, ISBN 3-7655-1219-2; mit einem Vorwort von Markus Hoffmann von Wuestenstrom
- Gay Children, Straight Parents: A Plan for Family Healing, 2006, ISBN 0-9637058-2-2